# George Abbott (Bildhauer)
George Abbott (* 18. Juli 1803 in London; † 21. Juni 1883 ebenda) war  ein englischer Bildhauer.
Abbott studierte ab etwa 1839 in den Royal Academy Schools. Von 1829 bis 1867 zeigte er seine Arbeiten regelmäßig und mit Erfolg auf den bedeutenderen Ausstellungen in der Royal Academy of Arts in London. Insgesamt präsentierte er hier 24 seiner Werke, so Porträtbüsten wie jene des High Priest Dr. Salomon Herschell (1838), Statuen wie jene des Herzogs von Wellington (1843) und vereinzelt figürliche Kompositionen wie Alexander the Great Crossing the Granicus (1844). Ferner stellte er 1851 Arbeiten auf der Great Exhibition aus. Im Jahr 1862 schuf er für den britischen Geschäftsmann und Politiker William Taylor Copeland Figuren des Prinzgemahls und Wellingtons zur Massenproduktion in „Parian“-Masse.